# 3274 Maillen
3274 Maillen eller 1981 QO2 är en asteroid i huvudbältet som upptäcktes den 23 augusti 1981 av den belgiske astronomen Henri Debehogne vid La Silla-observatoriet. Den är uppkallad efter Maillen i Belgien.
Asteroiden har en diameter på ungefär 14 kilometer och den tillhör asteroidgruppen Themis.